# Luis Barreda
Luis Barreda y Ferrer de la Vega (1874-1938) fue un poeta y abogado español.

## Biografía
Nacido el 24 de noviembre de 1874 en Santander, era hermano de Fernando Barreda y Ferrer de la Vega. De profesión abogado, fue comisario regio de Fomento en Ciudad Real. Barreda, a quien se describe como defensor de la gente rústica y viajero observador por Europa y América, habría empezado a escribir versos a los veinte años de edad, en los periódicos de Santander y en revistas como Nuevo Mundo y La Ilustración Ibérica. En las dos últimas salió publicada «La canción del norte», poesía que fue tema de los libros poéticos que la siguieron y que sería incluida en el primero que publicó Barreda: Cancionero montañés (1898). Falleció el 26 de junio de 1938. Cejador y Frauca le describe de la siguiente manera:

Poeta castizo y gran maestro en la métrica; regional y sentido, delicadamente melancólico en el espíritu; canta la montaña en verso, como en prosa la pintó Pereda. Tira bastante á popular en la sencillez de expresión y en la hondura de sentimientos, no sin ribetes de sana filosofía, en el gusto exquisito y madurez señoril.